# Schloss Dagsnäs

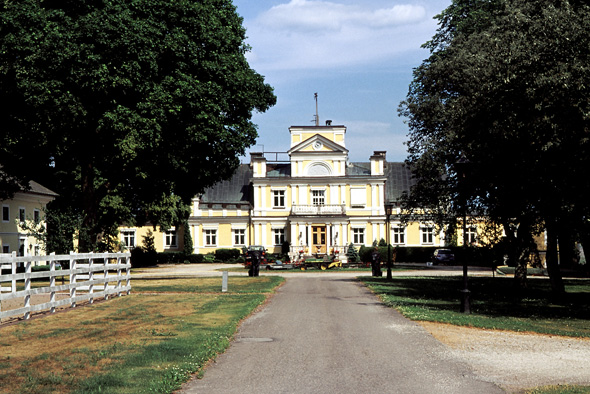
Schloss Dagsnäs

Das schwedische Schloss Dagsnäs liegt etwa 9 Kilometer südlich der Stadt Skara am Ufer des Hornborgasjön. Es ist seit 1981 als Byggnadsminne geschützt.
Ende des 15. Jahrhunderts wurde ein Gutshof in Dagsnäs errichtet. In den 1770er Jahren wurde das Hauptgebäude aus Stein erbaut. Zu dieser Zeit gehörte Dagsnäs dem Hofintendanten Per Tham und war ein wichtiges Kulturzentrum in Västergötland. Per Tham ließ unter anderem Runensteine nach Dagsnäs bringen und aufstellen. 1874 erhielt Dagsnäs durch einen Umbau nach Plänen des Architekten Helgo Zettervall sein heutiges Aussehen.